# Füremoos

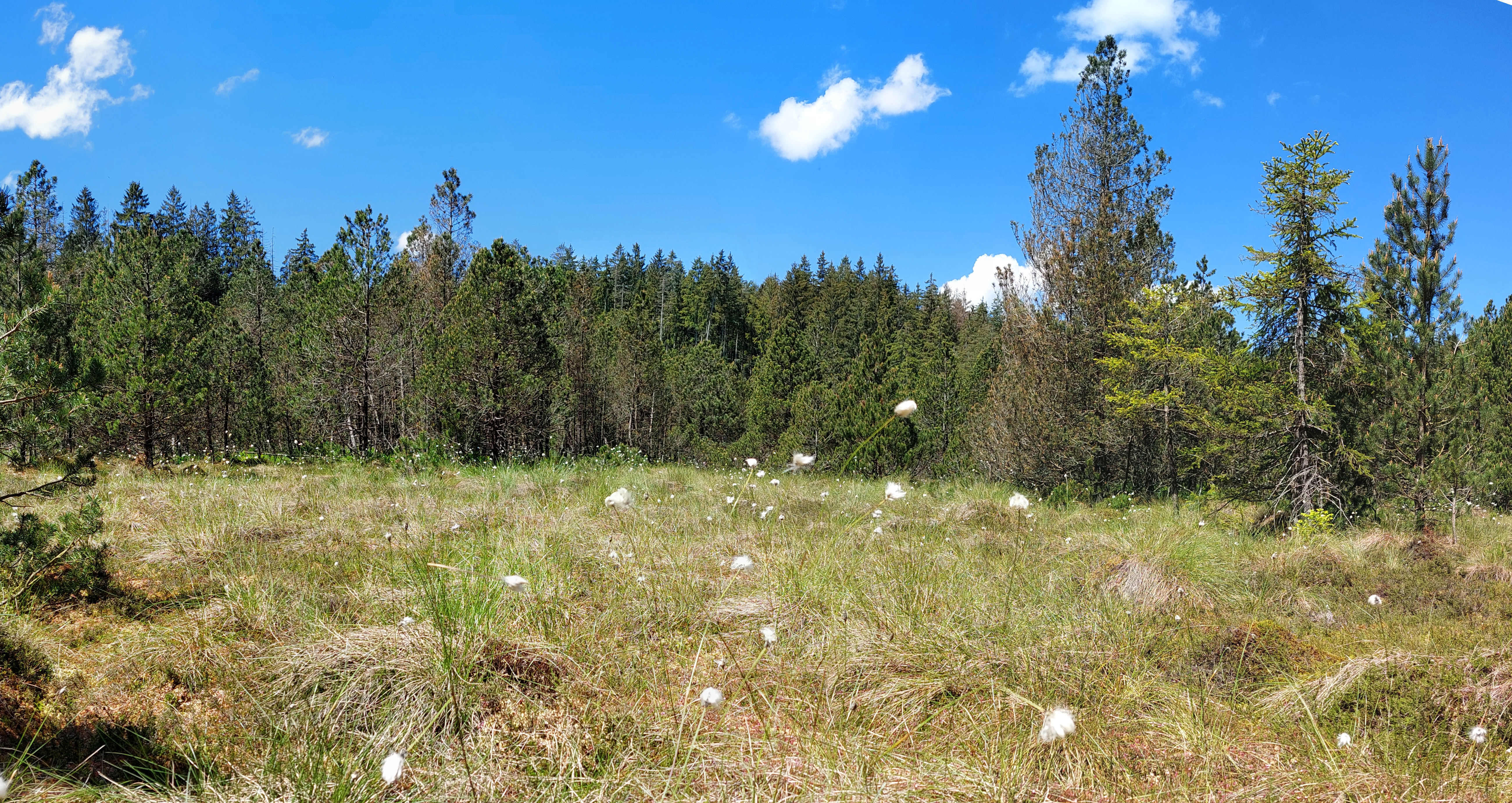
Naturschutzgebiet Füremoos mit Moorkiefern und typischen Moorpflanzen

Das Gebiet Füremoos ist ein bereits am 23. August 1937 ausgewiesenes Naturschutzgebiet (NSG-Nummer 4.006) im Norden der baden-württembergischen Gemeinde Vogt im Landkreis Ravensburg in Deutschland.

## Lage und Beschreibung
Das 4,8 Hektar große Naturschutzgebiet Füremoos gehört naturräumlich zum Oberschwäbischen Hügelland. Es liegt inmitten des Altdorfer Walds, rund zwei Kilometer nördlich der Vogter Ortsmitte auf einer Höhe von etwa 705 m ü. NN.
In einem vermutlich früheren Toteisloch wurden bei der Verlandung des ehemaligen Sees Flach- und Hochmoortorfe abgelagert. Aufgrund des seit 1924 bestehenden Schutzstatus eines Bannwalds konnte sich das Füremoos ungestört entwickeln.

## Flora und Fauna

### Flora
Aus der schützenswerten Flora sind folgende Pflanzenarten (Auswahl) zu nennen:
- Bergkiefer (Pinus mugo)
- Heidelbeere  (Vaccinium myrtillus), regional auch Blau-, Schwarz-, Wild-, Wald-, Bick-, Zeck-, Moos- oder (besonders auch schweiz. und süddeut.) Heubeere bezeichnet

### Fauna
Das Gebiet dient verschiedenen Amphibien- und Libellenarten als Lebensraum.